# Tilburg University
Tilburg University (tot 2010 Universiteit van Tilburg, UvT) is een katholieke universiteit in Tilburg die gespecialiseerd is in mens- en maatschappijwetenschappen. De universiteit heeft met zijn 67 onderwijsprogramma's meer dan 97.000 alumni sinds 1927. Ze organiseert jaarlijkse onderwijs- en onderzoeksactiviteiten die zijn terug te voeren op haar identiteit als middelgrote multidisciplinaire universiteit.

## Naamgeschiedenis
De universiteit vloeide voort uit de Rooms-Katholieke Leergangen die in 1912 werden ingericht door de rooms-katholieke emancipator en politicus Hendrik Moller. Zij werd, na discussie over de verdeling van het katholiek hoger onderwijs tussen Nijmegen en Tilburg, conform de opdracht van het Nederlandse episcopaat uit 1924 en met steun van politici als Piet Aalberse en premier Charles Ruijs de Beerenbrouck in 1927 opgericht als Roomsch Katholieke Handelshoogeschool. De eerste rector van de Tilburgse universiteit was de Bossche kerkhistoricus Thomas Goossens. 
In 1936 ging zij Katholieke Economische Hogeschool heten, in 1963 – toen de faculteiten Rechten en Sociale Wetenschappen werden opgericht – Katholieke Hogeschool Tilburg (KHT).
Midden jaren tachtig werd het aan faculteiten en hogescholen voor wetenschappelijk onderwijs in Nederland toegestaan zich universiteit te noemen. Tevens zouden toenmalige (specialistische) hogescholen volgens een wetswijziging de benaming universiteit gaan dragen. De Katholieke Hogeschool Tilburg (KHT) was om die reden gedwongen in 1986 haar naam opnieuw te wijzigen. Omdat Katholieke Universiteit Tilburg (KUT) tot een ongewenste afkorting zou leiden, werd het Katholieke Universiteit Brabant (KUB). Deze naam werd bij de opening van het academisch jaar op 1 september 1986 officieel in gebruik genomen. Dat die naam allerwegen als een compromis werd ervaren, bleek daaruit dat in 2001 de naam opnieuw werd aangepast, in Universiteit van Tilburg (UvT). De stadsnaam keerde terug, het adjectief 'katholieke' was terug te vinden in de ondertitel geïnspireerd vanuit de katholieke traditie. Tegenwoordig wordt de ondertitel Understanding Society gebruikt.
In 2010 besloot het college van bestuur van de universiteit de Engelse naam Tilburg University als officiële naam door te voeren, terwijl de onderliggende stichtingsnaam tot op heden Stichting Katholieke Universiteit Brabant heet. De Tilburgse universiteit is, net als de Vrije Universiteit Amsterdam en de Radboud Universiteit, een instelling van bijzonder onderwijs. Anders dan de Radboud Universiteit onderhoudt Tilburg University nog banden met de katholieke hiërarchie. Beide universiteiten zijn lid van de wereldwijde federatie van katholieke universiteiten.

## De eerste universiteitsbezetting in Nederland, in 1969
Op 28 april 1969 werd de toenmalige Katholieke Hogeschool bezet door studenten die veranderingen wensten in het onderwijs én in het bestuur van de universiteit. Die bezetting duurde tot en met 6 mei en was de eerste in universitair Nederland, enkele weken later gevolgd door de Maagdenhuisbezetting in Amsterdam. Hoewel het curatorium in reactie besloot om de hogeschool te sluiten, kwam het academisch leven niet helemaal tot stilstand in Tilburg: de promotie van J.L. Stassen ('over democratie') op 1 mei ging door, maar vond plaats in het Paleis-raadhuis van de stad.

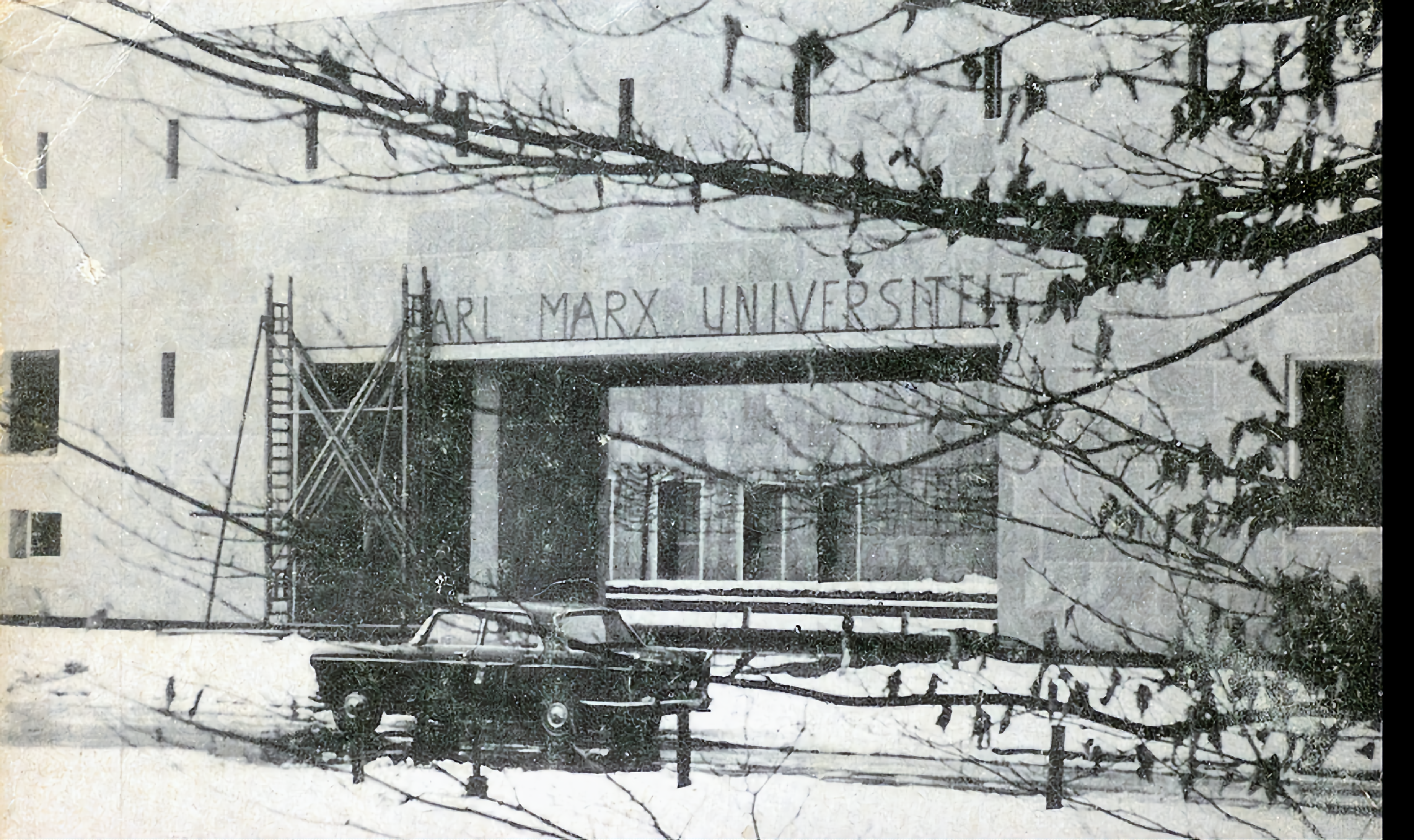
De stellages stonden al klaar.

Al enige maanden voor de bezetting hadden leden van het "Links Front" de naam "Karl Marx Universiteit" boven de ingang aangebracht. Zij wilden dat in het economie-onderwijs meer aandacht zou worden besteed aan marxistische economie. Acties als deze hebben aan de wieg gestaan van ingrijpende wijzigingen in het hoger onderwijs in Nederland, onder meer leidend tot de Wet universitaire bestuurshervorming uit 1971. Daarin werd de medezeggenschap van studenten stevig verankerd. Die positie verzwakte overigens weer in de jaren negentig van de 20e eeuw, toen in een nieuwe wet (de 'MUB') de bevoegdheden aanmerkelijk werden verminderd.

## Onderwijs en onderzoek

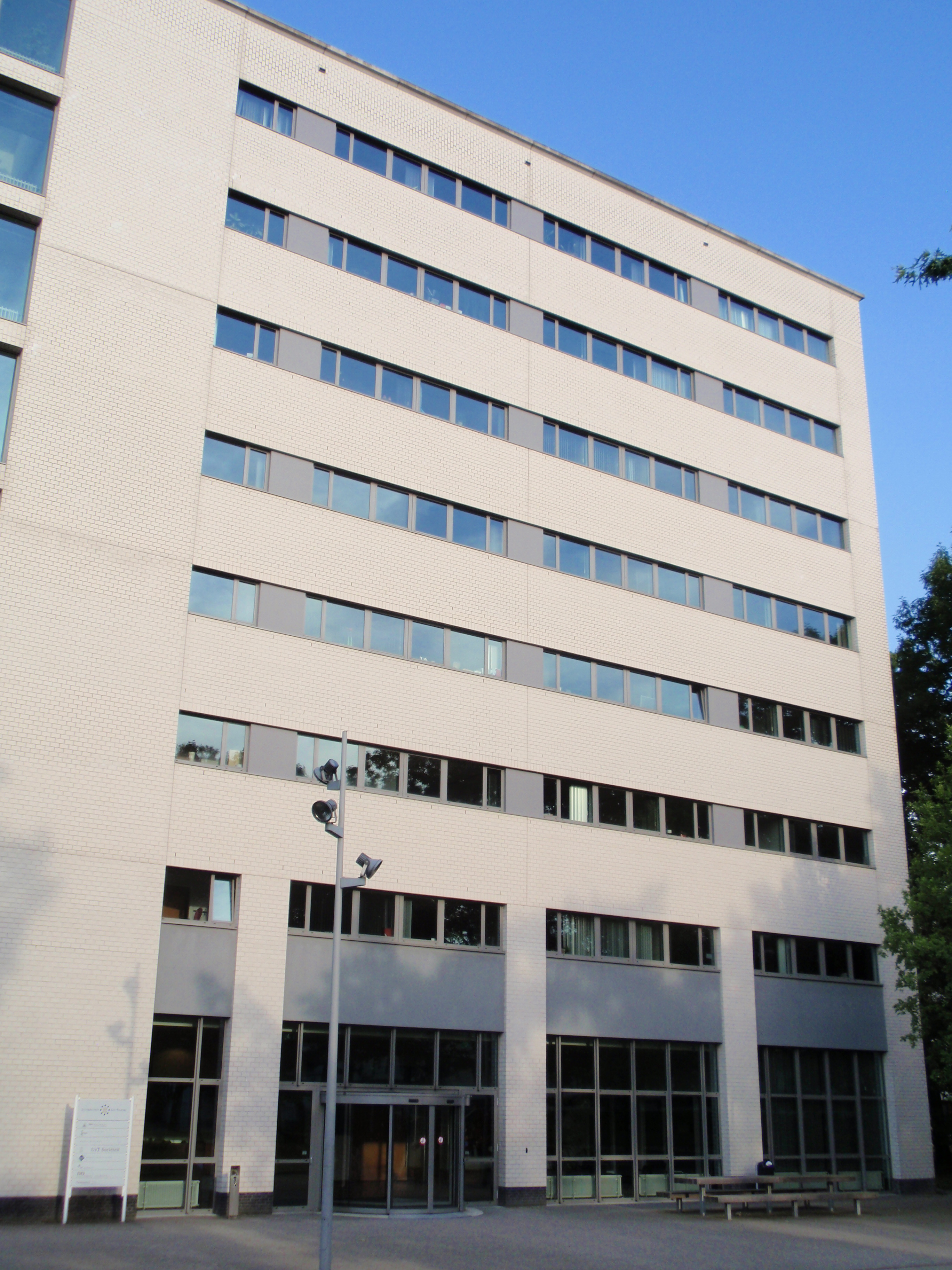
TIAS School for Business and Society

Met zijn 3.096 fte medewerkers, waarvan 57% academische staf, verzorgt Tilburg University wetenschappelijk onderwijs op het gebied van mens- en maatschappijwetenschappen. De universiteit telt ruim 19.000 studenten en er zijn meer dan 110 nationaliteiten op de campus.
Tilburg University biedt 67 bachelor- en masteropleidingen. Daarnaast biedt de universiteit een aanbod voor professionals, 'Leven lang ontwikkelen', in de vorm van post-masters, deeltijdopleidingen en aanschuifonderwijs.
Als instelling met een focus op Social Sciences en Humaniteit wil Tilburg University met haar onderzoek bijdragen aan het oplossen van complexe maatschappelijke vraagstukken. Dit doet ze met kennis van de economie, bedrijfswetenschappen en ondernemerschap, sociale en gedragswetenschappen, recht en bestuurskunde, geesteswetenschappen, digitale wetenschappen en theologie. Het onderzoek speelt zich af binnen de graduate schools van de faculteiten of binnen een van de vele onderzoeksinstituten. Elk onderzoeksinstituut is gespecialiseerd in een of meer kennisgebieden; er zijn facultaire en multidisciplinaire instituten. In die laatste werken specialisten vanuit verschillende invalshoeken samen.
Op 1 oktober 2021 vond de online lancering plaats van de Academische Werkplaats 'Brede welvaart in de regio'. Hierin werkt Tilburg University sindsdien aan haar onderzoek door middel van cocreatie met diverse samenwerkingspartners en vanuit verschillende disciplines. De interdisciplinaire onderzoeksthema’s waar de universiteit zich extra op inzet, zijn de duurzaamheidstransitie, ongelijkheid en welzijn & gezondheid.

### Faculteiten
Er zijn vijf faculteiten:
- Tilburg School of Economics and Management (TiSEM)
- Tilburg Law School (TLS)
- Tilburg School of Social and Behavioral Sciences (TSB)
- Tilburg School of Humanities and Digital Sciences (TSHD)
- Tilburg School of Catholic Theology (TST)

In de loop der jaren zijn de namen van de faculteiten (en de gehanteerde afkortingen) veranderd, vaak als gevolg van strategische of marketingoverwegingen. Sinds 2012 zijn alle faculteitsnamen Engelstalig.

#### Tilburg School of Economics and Management (1927)
De Faculteit Economische Wetenschappen (FEW) werd in de loop der jaren Faculteit Economie en Bedrijfswetenschappen (FEB) en heet nu Tilburg School for Economics and Management (TiSEM). De decaan van deze faculteit is Marike Knoef.

#### Tilburg Law School (1963)
De Faculteit der Rechtswetenschappen (FRW) is nu Tilburg Law School (TLS), onder leiding van decaan Geert Vervaeke.

#### Tilburg School of Social and Behavioral Sciences (1963)
De sociale faculteit heette eerst subfaculteit Sociaal-Culturele Wetenschappen (SCW) en werd in 1971 aangevuld met een subfaculteit Psychologie. Vanaf 1987 gingen de twee subfaculteiten verder onder de naam Faculteit Sociale Wetenschappen (FSW), tegenwoordig de Tilburg School for Social and Behavioral Studies (TSB). De decaan van deze faculteit, die zowel opleiding in de sociologie als de psychologie aanbiedt, is Antoinette de Bont.

#### Tilburg School of Humanities and Digital Sciences (2007)
De huidige Tilburg School for Humanities and Data Sciences (sinds 2007) heette vroeger Faculteit Geesteswetenschappen. Deze faculteit was het resultaat van een samensmelting van de Faculteit Wijsbegeerte (FWW), de Faculteit Communicatie en Cultuur (FCC, in 1982 gestart als een experimentele letterenopleiding) en de Faculteit Theologie en Religiewetenschappen (FTR). FCC was het resultaat van een naamsverandering en reorganisatie van de letterenfaculteit in 2005. FTR komt voort uit de Theologische Faculteit Tilburg, die in 2006 geïncorporeerd werd in de Universiteit van Tilburg.

#### Tilburg School of Catholic Theology (2007)
De Tilburg School of Catholic Theology (TST) (tot 2011 Faculteit Katholieke Theologie, FKT) is een faculteit van Tilburg University die op 1 januari 2007 werd opgericht en ontstond uit de faculteit Theologie en Religiewetenschappen van de Universiteit van Tilburg en de faculteit Katholieke Theologie Utrecht. Tijdens de totstandkoming van deze gezamenlijke faculteit in 2005 besloot de Radboud Universiteit uit de samenwerking te stappen. Momenteel werkt de Tilburgse faculteit nauw samen met haar zusterfaculteit in Nijmegen en de Faculteit Theologie en Religiewetenschappen Leuven. De Tilburgse faculteit, met vestigingen in Utrecht en Tilburg, leidt studenten op van alle gezindten en overtuigingen. De Tilburgse en Leuvense theologiefaculteiten zijn de enige Nederlandstalige katholieke faculteiten in de Lage Landen waar zowel de door de staat erkende opleiding in de theologie als de wetenschappelijke opleiding tot het kerkelijk ambt verzorgd wordt. De decaan van de Tilburgse faculteit is Karim Schelkens.

## Bestuur
Het bestuur van de universiteit bestaat uit een Stichtingsbestuur dat de doelstellingen van de universiteit bewaakt en functioneert als Raad van Toezicht en een College van Bestuur, benoemd door het Stichtingsbestuur. Momenteel is H. Reumkens voorzitter van het Stichtingsbestuur. Hij volgde Jan Hommen op als voorzitter. De andere leden van het Stichtingsbestuur zijn M.R. Leijten, W. M.P. van der Aalst, J.H.P.M. van Lange en E. Demerouti.
Het College van Bestuur (CvB) vormt het dagelijks bestuur van de instelling. Wim van de Donk vervult sinds 1 oktober 2020 het ambt van Rector Magnificus en is ook voorzitter van het CvB. Antoinette de Bont is sinds 21 november 2024 ad interim lid van het College van Bestuur en Vice Rector Magnificus van Tilburg University. Het derde CvB lid is de per 15 november 2023 benoemde Wilma de Koning, vicevoorzitter van het College van Bestuur en verantwoordelijk voor onder andere financieel beleid, strategisch IT-beleid en vastgoed en huisvesting. Michelle Arets, Secretaris van de universiteit, is ook algemeen directeur.

## Studentenleven

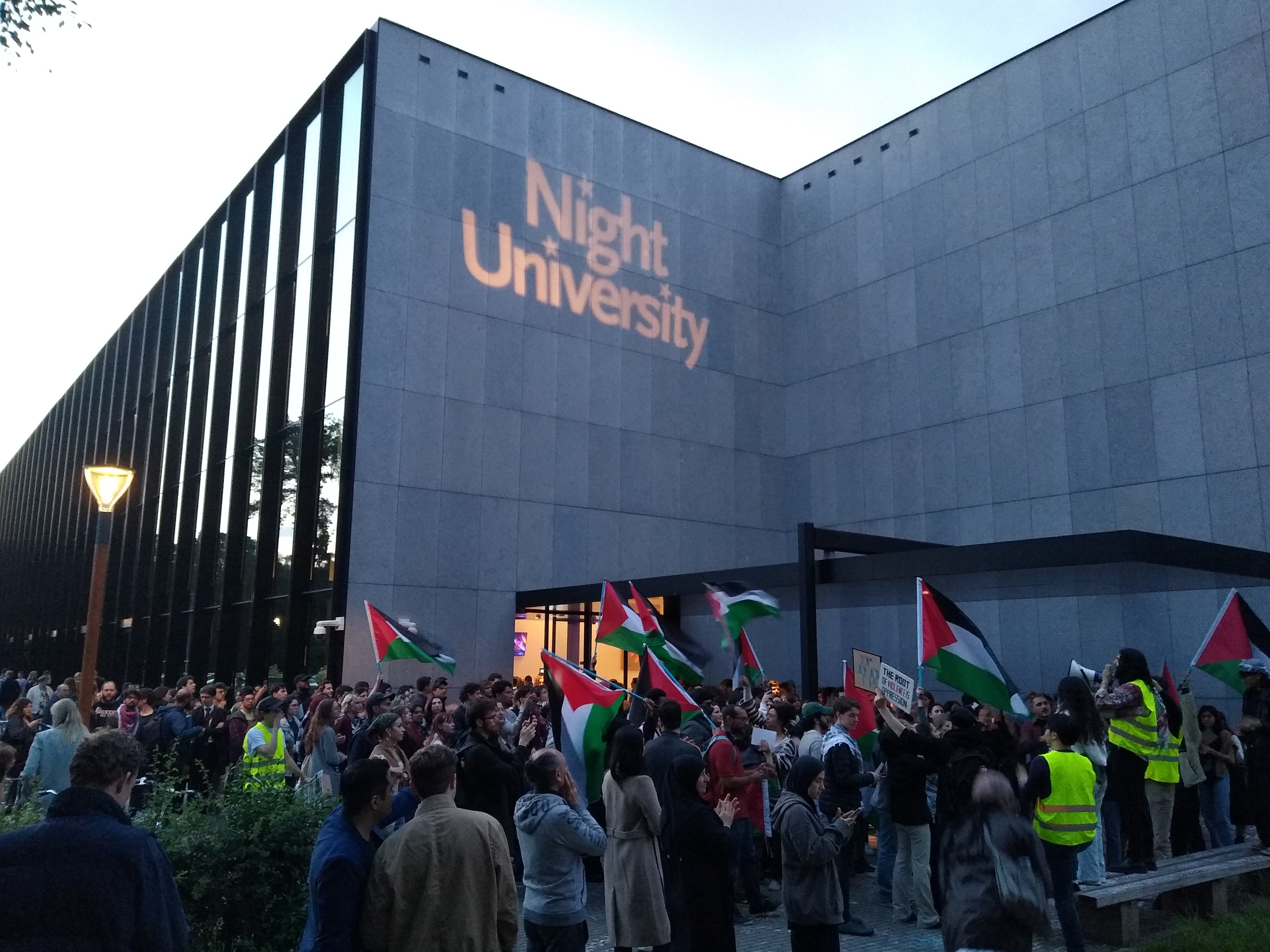
Gaza-protest tijdens de Night University, juli 2024

Het studentenleven speelt zich af bij studie- en studenten(sport)verenigingen.
Zie voor een opsomming:
- Lijst van studieverenigingen
- Lijst van studentengezelligheidsverenigingen
- Lijst van confessionele studentenverenigingen
- Lijst van studentenmuziekverenigingen
- Lijst van studentensportverenigingen

## Bekende hoogleraren
(Zie ook: Lijst van rectores magnifici van Tilburg University)
- Gido Berns
- Jan Blommaert
- Antoine Bodar
- Erik Borgman
- Lans Bovenberg
- Paul Cobben
- Martinus Cobbenhagen
- Wim van de Donk
- Harry van den Eerenbeemt
- Sylvester Eijffinger
- Peter Essers
- Max Euwe
- Cyrille Fijnaut
- Paul Frissen
- Paul van Geest
- Willem van Genugten
- Piet Gilhuis
- Walter Goddijn
- Wim van der Grinten
- Cox Habbema
- Ernst Hirsch Ballin
- Geert Hofstede
- Jacoba Hol
- Arie Kapteyn
- Albertus Bernardus Adrianus van Ketel
- Alis Koekkoek
- Ted Kumpe
- Randall Lesaffer
- Ruud Lubbers
- Jef Plasmans
- Rick van der Ploeg
- Marcel Poorthuis
- Henriëtte Prast
- Corien Prins
- Jan de Quay
- Jan Renkema
- Madzy Rood-de Boer
- Ton van Schaik
- Cees F. Scheffer
- Karim Schelkens
- Diederik Stapel
- Max van der Stoel
- Cees Veerman
- Pieter Winsemius
- Willem Witteveen
- Marcel Zeelenberg
- Anton Zijderveld

## Bekende alumni en oud-studenten
- Marius van Amelsvoort - economie (afgestudeerd 1956)
- Tom Berendsen - bestuurskunde (afgestudeerd 2009)
- Jan Jetse Bol - theologie
- Arnoud Boot - economie en bedrijfseconomie (afgestudeerd 1983)
- Mohammed Chahim - econometrie (2003-2008, 2013 gepromoveerd)
- Anton Dautzenberg - economie
- Klaas Dijkhoff - rechten (2010 gepromoveerd)
- Mito Croes - rechten (Arubaans politicus, gepromoveerd)
- Afshin Ellian - rechten (1991-1996)
- Adriana Esmeijer - letteren (1988-1992)
- Jean Frijns - econometrie (1966-1971) (1979 gepromoveerd)
- Wim van den Goorbergh - econometrie (1966-1971) (1978 gepromoveerd)
- Ralph Hamers - econometrie
- Jan Hommen - economie (1963-1970)
- Antony Hermus - informatiekunde (1991-1997)
- Antoon Hurkmans - theologie (1972-1978)
- Servais Knaven - economie
- Geert-Jan Knoops - rechten (1983-1986)
- Renée Kool - rechten (1976-1983)
- Esmah Lahlah - psychologie (2013 gepromoveerd in rechten)
- René van der Linden - economie (1964-1970)
- Harry Lockefeer - economie (1960-1965)
- Christophe van der Maat - rechten, bestuurskunde (2000-2006)
- Guus Meeuwis - rechten
- Joep van den Nieuwenhuyzen - economie
- Harrij Notenboom - economie
- Frank van Pamelen - letteren (1983-1989)
- Tiny Sanders - bedrijfseconomie (1975-1980)
- Jolande Sap - economie (1981-1989)
- Norbert Schmelzer - economie (1939-1947)
- Piet Steenkamp - sociologische economie (1945-1949)
- Hans Strikwerda - bedrijfskunde gepromoveerd in 1994
- Dionne Stax - communicatiewetenschappen (2004-2007)
- Yvonne Timmerman-Buck - rechten (1974-1980)
- Sanneke Vermeulen - bedrijfscommunicatie en digitale media (2014-2015)
- Victor Vlam - rechten (2003-2008)
- Herman Wijffels - economie (1959-1966)